# Nucleótido cíclico fosfodiesterasa
La nucleótido cíclico fosfodiesterasa es un tipo de enzima fosfodiesterasa que cataliza la hidrólisis del enlace fosfato interno de un nucleótido monofosfato cíclico.
Nucleótido monofosfato cíclico + H2O {\displaystyle \rightleftharpoons } Nucleótido monofosfato
Según la numeración EC del Comité de la Unión Internacional de Bioquímica y Biología Molecular (Committee of the International Union of Biochemistry and Molecular Biology NC-IUBMB) estas enzimas se encuentran clasificadas dentro de los números EC 3.1.4.--.

## EC 3.1.4.16 - 2',3'-nucleótido cíclico 2'-fosfodiesterasa
La 2',3'-nucleótido cíclico 2'-fosfodiesterasa (EC 3.1.4.16) es una enzima que cataliza la reacción:
Nucleósido-2',3'-cíclico fosfateo + H2O {\displaystyle \rightleftharpoons } nucleósido-3'-fosfato
Esta enzima también hidroliza los nucleótidos 3'-monofosfatos y el bis-4-nitrofenil fosfato, pero no los 3'-deoxinucleótidos. Las enzimas ribonucleasa T1 (EC 3.1.27.3) y ribonucleasa pancreática (EC 3.1.27.5) catalizan reacciones similares.
Es una enzima bacteriana periplásmica y cataliza dos reacciones consecutivas, primero la rotura del éster fosfato cíclico del carbono C2' y después la rotura del éster fosfato restante del carbono C3'.

## EC 3.1.4.17 - 3',5'-nucleótido cíclico fosfodiesterasa

Adenosin monofosfato-3',5'-cíclico (cAMP)

Guanosín monofosfato-3',5'-cíclico (cGMP)

La 3',5'-nucleótido cíclico fosfodiesterasa, o cAMP fosfodiesterasa, o simplemente fosfodiesterasa (EC 3.1.4.17) es una enzima que cataliza la reacción:
Nucleósido-3',5'-cíclico fosfato + H2O {\displaystyle \rightleftharpoons } nucleósido-5'-fosfato
Esta enzima actúa sobre los siguientes sustratos:
- Adenosín monofosfato-3',5'-cíclico (cAMP).
- Deoxiadenosín monofosfato-3',5'-cíclico (cdAMP).
- Inosín monofosfato-3',5'-cíclico (cIMP).
- Guanosín monofosfato-3',5'-cíclico (cGMP).
- Citidín monofosfato-3',5'-cíclico (cCMP).

Hasta el momento se conoce que el ser humano posee 8 genes que sintetizan esta enzima.
| Fosfodiesterasa            | Gen/es              |
| -------------------------- | ------------------- |
| Fosfodiesterasa 1 (PDE1)   | PDE1A, PDE1B, PDE1C |
| Fosfodiesterasa 2 (PDE2)   | PDE2A               |
| Fosfodiesterasa 3 (PDE3)   | PDE3A, PDE3B        |
| Fosfodiesterasa 10 (PDE10) | PDE10A              |
| Fosfodiesterasa 11 (PDE11) | PDE11A              |

## EC 3.1.4.35 - 3',5'-cGMP fosfodiesterasa
La 3',5'-cGMP fosfodiesterasa (EC 3.1.4.35) es una enzima específica sobre el sustrato guanosín monofosfato-3',5'-cíclico (cGMP) que cataliza la reacción:
Guanosín-3',5'-cíclico fosfato + H2O {\displaystyle \rightleftharpoons } guanosín-5'-fosfato
Hasta el momento se conoce que el ser humano posee 8 genes que sintetizan esta enzima.
| Fosfodiesterasa          | Gen/es                                                                                |
| ------------------------ | ------------------------------------------------------------------------------------- |
| Fosfodiesterasa 5 (PDE5) | PDE5A                                                                                 |
| Fosfodiesterasa 6 (PDE6) | PDE6A, PDE6B, PDE6C, PDE6D, PDE6H,Archivado el 12 de mayo de 2011 en Wayback Machine. |
| Fosfodiesterasa 9 (PDE9) | PDE9A                                                                                 |

## EC 3.1.4.37 - 2',3'-nucleótido cíclico 3'-fosfodiesterasa
La 2',3'-nucleótido cíclico 3'-fosfodiesterasa o cCMP fosfodiesterasa (EC 3.1.4.37) es una enzima que cataliza la reacción:
Nucleósido-2',3'-cíclico fosfato + H2O {\displaystyle \rightleftharpoons } nucleósido-2'-fosfato
Ver artículo principal: CMP-cíclico fosfodiesterasa.

## EC 3.1.4.52 - Fosfodiesterasa específica del guanilato cíclico
La fosfodiesterasa específica del guanilato cíclico o fosfodiesterasa A1 (EC 3.1.4.52) es una enzima que cataliza la reacción:
Di-3',5'-guanilato cíclico + H2O {\displaystyle \rightleftharpoons } 5'-fosfoguanilil(3'→5')guanosina
Esta enzima utiliza como cofactores el grupo hemo, magnesio y manganeso, y es inhibida por Ca2+ y Zn2+. Linealiza el di-3',5'-guanilato cíclico, producto de la diguanilato ciclasa (EC 2.7.7.65) y activador alostérico de la celulosa sintasa (EC 2.4.1.12). El equilibrio entre estas dos enzimas determina el nivel celular del di-3',5'-guanilato cíclico.

## EC 3.1.4.53 - 3',5'-cAMP fosfodiesterasa
La 3',5'-cAMP fosfodiesterasa o fosfodiesterasa específica del cAMP (EC 3.1.4.53) es una enzima específica sobre el sustrato adenosín monofosfato-3',5'-cíclico (cAMP) que cataliza la reacción:
Adenosina-3',5'-cíclico fosfato + H2O {\displaystyle \rightleftharpoons } adenosina-5'-fosfato
Esta enzima es específica para el cAMP y no hidroliza otros fosfatos cíclicos como el cGMP. Participa en la modulación de los niveles de cAMP que es un mediador en los procesos de transformación y proliferación celular.
Hasta el momento se conoce que el ser humano posee 8 genes que sintetizan esta enzima.
| Fosfodiesterasa          | Gen/es                     |
| ------------------------ | -------------------------- |
| Fosfodiesterasa 4 (PDE4) | PDE4A, PDE4B, PDE4C, PDE4D |
| Fosfodiesterasa 7 (PDE7) | PDE7A, PDE7B               |
| Fosfodiesterasa 8 (PDE8) | PDE8A, PDE8B               |